# 김두남 (1930년)
김두남(金斗南, 1930년 3월 2일 ~ 2009년 3월 12일)은 조선민주주의인민공화국의 군인 겸 정치인이다.

## 생애

### 어린 시절
일제 강점기 조선국 평안남도 평양에서 출생하여 지난날 한때 일제 강점기 조선국 강원도 통천 지방 외가(外家)와 중화민국 국민정부 시대 둥베이 지방 헤이룽장 성 안다 지역과 중화민국 국민정부 시대 둥베이 지방 랴오닝 성 콴뎬 지역 등의 해외 객지를 거치고 아버지 김택세의 출생지 일제 강점기 조선국 평안북도 귀성 지방을 거쳐 일제 강점기 조선국 전라북도 전주 지방 진외가(陳外家)에서 잠시 유아기를 보낸 적이 있기도 하다.

### 장성(성장)한 이후

#### 조선민주주의인민공화국 군사 활동
일찍이 조선인민군에 복무한 그는 조선인민군 대장 전역하였다.

#### 조선민주주의인민공화국 정치 활동
그는 1982년 10월에서부터 1999년 12월까지 조선로동당 군사부 부장 직책을 17년 2개월간 역임하였다.

### 가계
- 아버지: 김택세(金擇世) - 평안북도 귀성군 출생.
- 어머니(생모): 최씨 첩실(崔氏 妾室)
  - 본인: 김두남(金斗南)
  - 동복 남동생: 김경삼(金慶參)
- 적모(아버지의 본처): 리씨 부인(李氏 夫人)
  - 이복 형: 김영남(金永南)
  - 이복 형: 김기남(金己男)
  - 이복 누나: 김춘옥(金瑃玉)
    - 이외 친인척
    - 외사촌 손윗처남: 김일철(金鎰喆) - 김두남의 부인(배우자)의 친정 외종사촌 오빠.